# Ray Gómez
Ray Jesús Gómez Carreño (Lima, 29 de diciembre de 1993) es un futbolista peruano que juega como mediocampista en la Sport Huancayo de la Liga 1 de Perú. 

## Estadísticas

### Clubes
| Club | Div.          | Temporada     | Liga  | Liga  | Liga   | Copas nacionales(1) | Copas nacionales(1) | Copas nacionales(1) | Torneos internacionales(2) | Torneos internacionales(2) | Torneos internacionales(2) | Total(3) | Total(3) | Total(3) |
| Club | Div.          | Temporada     | Part. | Goles | Asist. | Part.               | Goles               | Asist.              | Part.                      | Goles                      | Asist.                     | Part.    | Goles    | Asist.   |
| --- | ------------- | ------------- | ----- | ----- | ------ | ------------------- | ------------------- | ------------------- | -------------------------- | -------------------------- | -------------------------- | -------- | -------- | -------- |
| Los Caimanes · Perú | 2.ª           | 2013          | 3     | 0     | 0      | —                   | —                   | —                   | —                          | —                          | —                          | 3        | 0        | 0        |
| Los Caimanes · Perú | Total club    | Total club    | 3     | 0     | 0      | 0                   | 0                   | 0                   | 0                          | 0                          | 0                          | 3        | 0        | 0        |
| Inti Gas · Perú | 1.ª           | 2014          | 9     | 0     | 0      | —                   | —                   | —                   | —                          | —                          | —                          | 9        | 0        | 0        |
| Inti Gas · Perú | 1.ª           | 2015          | 1     | 0     | 0      | 5                   | 0                   | 1                   | —                          | —                          | —                          | 6        | 0        | 1        |
| Inti Gas · Perú | Total club    | Total club    | 10    | 0     | 0      | 5                   | 0                   | 1                   | 0                          | 0                          | 0                          | 15       | 0        | 1        |
| Unión Comercio · Perú | 1.ª           | 2016          | 17    | 2     | 0      | —                   | —                   | —                   | —                          | —                          | —                          | 17       | 2        | 0        |
| Unión Comercio · Perú | 1.ª           | 2017          | 12    | 0     | 0      | —                   | —                   | —                   | —                          | —                          | —                          | 12       | 0        | 0        |
| Unión Comercio · Perú | 1.ª           | 2018          | 11    | 2     | 0      | —                   | —                   | —                   | —                          | —                          | —                          | 11       | 2        | 0        |
| Cienciano · Perú | 2.ª           | 2019          | 14    | 0     | 6      | 2                   | 0                   | 0                   | —                          | —                          | —                          | 16       | 0        | 6        |
| Cienciano · Perú | Total club    | Total club    | 14    | 0     | 6      | 2                   | 0                   | 0                   | 0                          | 0                          | 0                          | 16       | 0        | 6        |
| Unión Comercio · Perú | 2.ª           | 2020          | 7     | 0     | 0      | —                   | —                   | —                   | —                          | —                          | —                          | 7        | 0        | 0        |
| Unión Comercio · Perú | Total club    | Total club    | 47    | 4     | 0      | 0                   | 0                   | 0                   | 0                          | 0                          | 0                          | 47       | 4        | 0        |
| Unión Huaral · Perú | 2.ª           | 2021          | 17    | 2     | 3      | 1                   | 0                   | 0                   | —                          | —                          | —                          | 18       | 2        | 3        |
| Unión Huaral · Perú | Total club    | Total club    | 17    | 2     | 3      | 1                   | 0                   | 0                   | 0                          | 0                          | 0                          | 18       | 2        | 3        |
| Alianza Universidad · Perú | 2.ª           | 2022          | 20    | 5     | 12     | —                   | —                   | —                   | —                          | —                          | —                          | 20       | 5        | 12       |
| Alianza Universidad · Perú | Total club    | Total club    | 20    | 5     | 12     | 0                   | 0                   | 0                   | 0                          | 0                          | 0                          | 20       | 5        | 12       |
| Sport Huancayo · Perú | 1.ª           | 2023          | 20    | 6     | 1      | —                   | —                   | —                   | 1                          | 0                          | 0                          | 21       | 6        | 1        |
| Sport Huancayo · Perú | 1.ª           | 2024          | 6     | 1     | 0      | —                   | —                   | —                   | 1                          | 0                          | 0                          | 7        | 1        | 0        |
| Sport Huancayo · Perú | Total club    | Total club    | 26    | 7     | 1      | 0                   | 0                   | 0                   | 2                          | 0                          | 0                          | 28       | 7        | 1        |
| Total carrera | Total carrera | Total carrera | 137   | 18    | 22     | 8                   | 0                   | 1                   | 2                          | 0                          | 0                          | 147      | 18       | 23       |
| (1) Incluye datos de la Copa Bicentenario. (2) Incluye datos de la Copa Libertadores y Copa Sudamericana. (3) No incluye goles en partidos amistosos. |               |               |       |       |        |                     |                     |                     |                            |                            |                            |          |          |          |